# Либийско-пунически мавзолей
Либийско-пуническият мавзолей, също Мавзолей в Дуга и Мавзолей Атбан, е архитектурен паметник в Дуга, Тунис.
Той е обект от историко-културното наследство на ЮНЕСКО. Мавзолеят е единственият сравнително добре съхранил се подобен паметник от предислямската епоха в Тунис, другият въобще в Древна Либия е мавзолеят на Бес в днешна Сабрата (древна Сиртика).
Мавзолеят в Дуга е от 2 век пр.н.е., което ще рече от времето след битката при Зама с окончателното унищожаване на пунически Картаген. Разположен е в картагенската хора.
През 1842 г. е сериозно повреден, понеже надписът на Масиниса е отделен нескопосано от Томас Рийд, британския консул в Тунис. Възстановен е, доколкото са позволявали условията, на старото му място от френския археолог Луи Пайнсот през 1908 – 1910 г. Надписът е двуезичен – на либийски и пунически, откъдето произлиза най-популярното име на мавзолея.
Височината на мавзолея е 21 метра, издига се на 3 етажа. Наискосите са издържани в йонийски стил, а украсата преди пирамидата на върха му е с грифони, поддържащи колесницата на нумидийския цар – вероятно Масиниса.

## Галерия
- Сградата отдалеч сред развалините на Дуга
- Пирамидата на върха, с лъв като страж
- Квадригата на царя на Нумидия
- Мавзолеят днес